# Georges Favon
 (novembre 2018).
Si vous disposez d'ouvrages ou d'articles de référence ou si vous connaissez des sites web de qualité traitant du thème abordé ici, merci de compléter l'article en donnant les références utiles à sa vérifiabilité et en les liant à la section « Notes et références ».
Georges Favon, né le 2 février 1843 à Plainpalais (Genève) et mort le 17 mai 1902 à Plainpalais, est un homme politique suisse membre du Parti radical-démocratique.

## Biographie

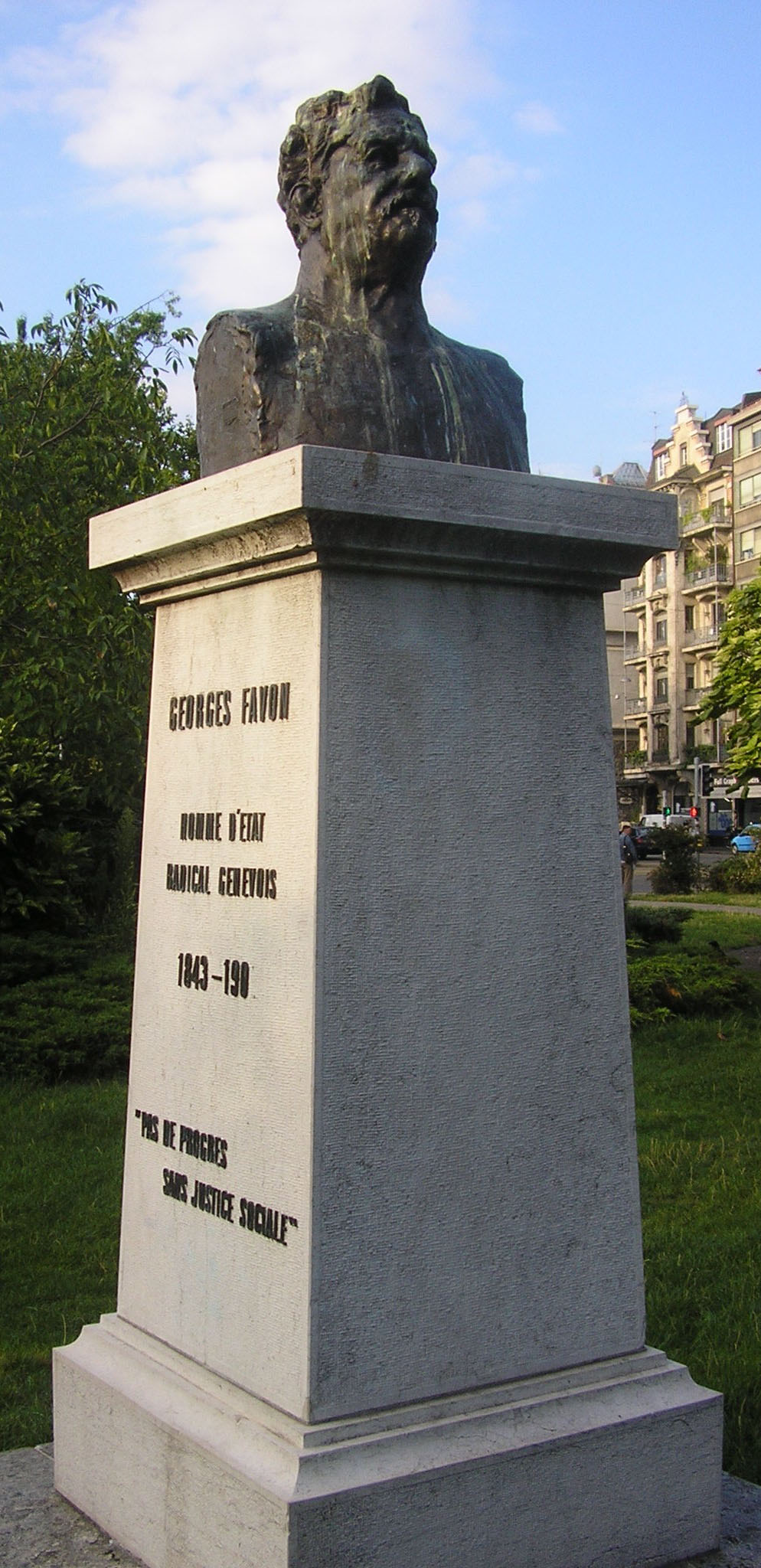

Issu d'un milieu conservateur, Favon passe son baccalauréat classique à l'Académie de Genève puis suit des cours de droit à Heidelberg. Après avoir milité dans une association politique conservatrice, il rallie le camp radical vers 1872. Le 4/21875, il fonde Le Petit Genevois (devenu Le Genevois le 1/9/1877), organe du radicalisme populaire et conserva jusqu'à sa mort la propriété et la rédaction du journal. Élu député au Grand Conseil en 1876, conseiller aux États puis conseiller national dès 1881, il accède au Conseil d'État et prend en charge le département de l'instruction publique à partir de 1899.
Au sein du radicalisme genevois, Favon appuie la politique anticléricale d'Antoine Carteret puis s'en éloigne et oriente son parti vers l'action sociale en prônant l'alliance avec les socialistes et en courtisant l'électorat catholique. En 1889, il se retrouve à la tête d'un parti divisé et minoritaire qu'il ramène au pouvoir en 1897 en s'alliant aux socialistes. Favon se signale aussi par son opposition épicurienne au piétisme réformé. À ce titre, il prononcera le premier discours du 1er Mai à Genève en 1890. Au plan fédéral, il préconise des mesures étatistes souvent repoussées en votation : il propose ainsi sans succès l'assurance maladie généralisée et les syndicats obligatoires. Au plan cantonal, il s'oppose en vain à l'introduction de la représentation proportionnelle ou au vote à la commune. La réforme permet la création de bureaux de vote dans les communes, ce qui tend à faciliter l'action civique. l'agrandissement des bâtiments ou l'extension de l'enseignement des sciences sociales.
George Favon vient au secours de réfugiés de la Commune de 1871. En 1875, il prend la plume en faveur du peintre Gustave Courbet qui avait été calomnié dans les médias, puis contre l'expulsion par Gustave Ador de Pierre Kropotkine. On a également retrouvé chez lui une lettre que Paule Minck adresse à la Tribune de Genève pour réfuter des accusations portées contre elle.
Mort en fonctions, Favon laisse un bilan marqué par le succès dans le domaine scolaire et universitaire mais aussi l'échec de projets sociaux pour lesquels l'opinion n'était pas mûre, il est enseveli au Cimetière des Rois à Plainpalais.
Franc-maçon, Favon est de 1893 à 1895 vénérable maître de la loge « Fidélité et Prudence » dans laquelle il est initié en 1880 et appartenant à la Grande Loge suisse Alpina dont il est pendant un temps le grand orateur.

## Hommages
Son nom est plus tard donné à un grand boulevard de Genève et son buste installé dans un petit square voisin.